# DJ BoBo
Peter René Baumann (Kölliken, Suiza, 5 de enero de 1968), conocido como DJ BoBo, es un conocido cantante, compositor, DJ, bailarín y productor discográfico suizo de Euro House y Eurodance suizo. Ha vendido más de 14 millones de discos en todo el mundo y ganado 11 World Music Awards.

## Biografía
Como un prometedor productor de música dance, su primer gran éxito vino con el sencillo "Somebody Dance with me" ("Alguien baila conmigo"), que es similar en sonido a "Somebody's Watching Me", de Rockwell. El sencillo llegó a ser número uno en China. Luego de eso, se posicionó bien con los sencillos "Keep on Dancing" ("Mantén el movimiento") y "Take Control" ("Toma el control"). También recibió un disco de oro por los sencillos Freedom y Love Is The Price (con participación de la cantante Natascha Wright en ambas canciones). 

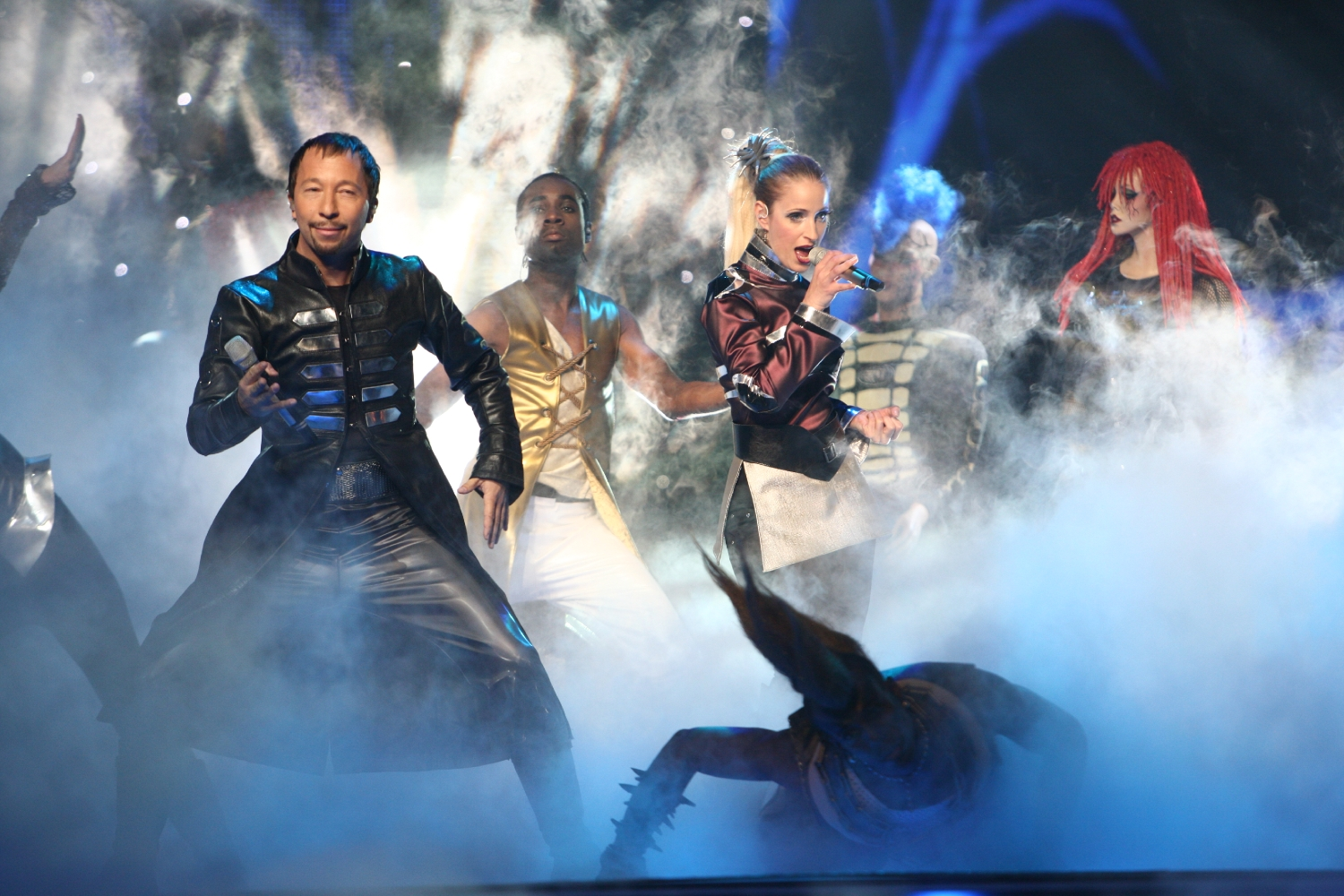
DJ BoBo en el Festival de la Canción de Eurovisión 2007.

René ha recibido diversos discos de oro y platino por sus canciones y ha alcanzado el éxito en Europa (principalmente Alemania y Suiza), Israel y Sudamérica). Las canciones más recientes de René son una desviación del Eurodance, pero continúa produciendo decentes canciones de Eurodance como en "Moscow" ("Moscú", 2001), "No More Pain" ("No más dolor", 2003), y "Amazing situation" ("Vida asombrosa", 2005).
Uno de sus singles, "Chihuahua", fue usado en un comercial español de Coca-Cola. En 2003 fue relanzado debido a su gran éxito y pasó a ser el segundo sencillo mejor vendido en el año a nivel mundial. En diciembre de 2004, la versión cantonesa de Chihuahua fue escrita por Wyman Wong como la canción principal del mismo producto. Esta versión fue cantada por Jony Yung.
En 2004, como resultado del éxito de "Chihuahua", René fue galardonado con el Premio Suizo del Espectáculo en los Premios Suizos, un evento anual dedicado a reconocer los grandes logros alcanzados por gente nacida en ese país.
En diciembre de 2007, la televisión suiza le eligió como representante helvético para el Festival de Eurovisión Helsinki 2007 en el que interpretó "Vampires are alive". Aunque partía como uno de los claros favoritos para hacerse con la victoria, finalmente no pudo acceder a la final, alcanzando una decepcionante vigésima posición en la semifinal. Este resultado se debió en parte la pésima actuación y falta de armonía en su voz. 
En 2008 se edita el álbum "Vampires" en conjunto con el Tour "Vampires the Show".
Para el año 2010, se espera el lanzamiento del nuevo disco de estudio llamado "Fantasy", el cual contiene temas inéditos, Pop/Dance, el primer sencillo será "Superstar", un tema lleno de energía, bailable al 100%.
También se realizó el 27 de noviembre el preestreno del "Tour Fantasy", un gran escenario con un enorme personaje de fondo, lleno de color, vida y alegría, el cual se llevará a cabo durante el año 2010 en partes de Europa y posiblemente podría llegar a Sudamérica.

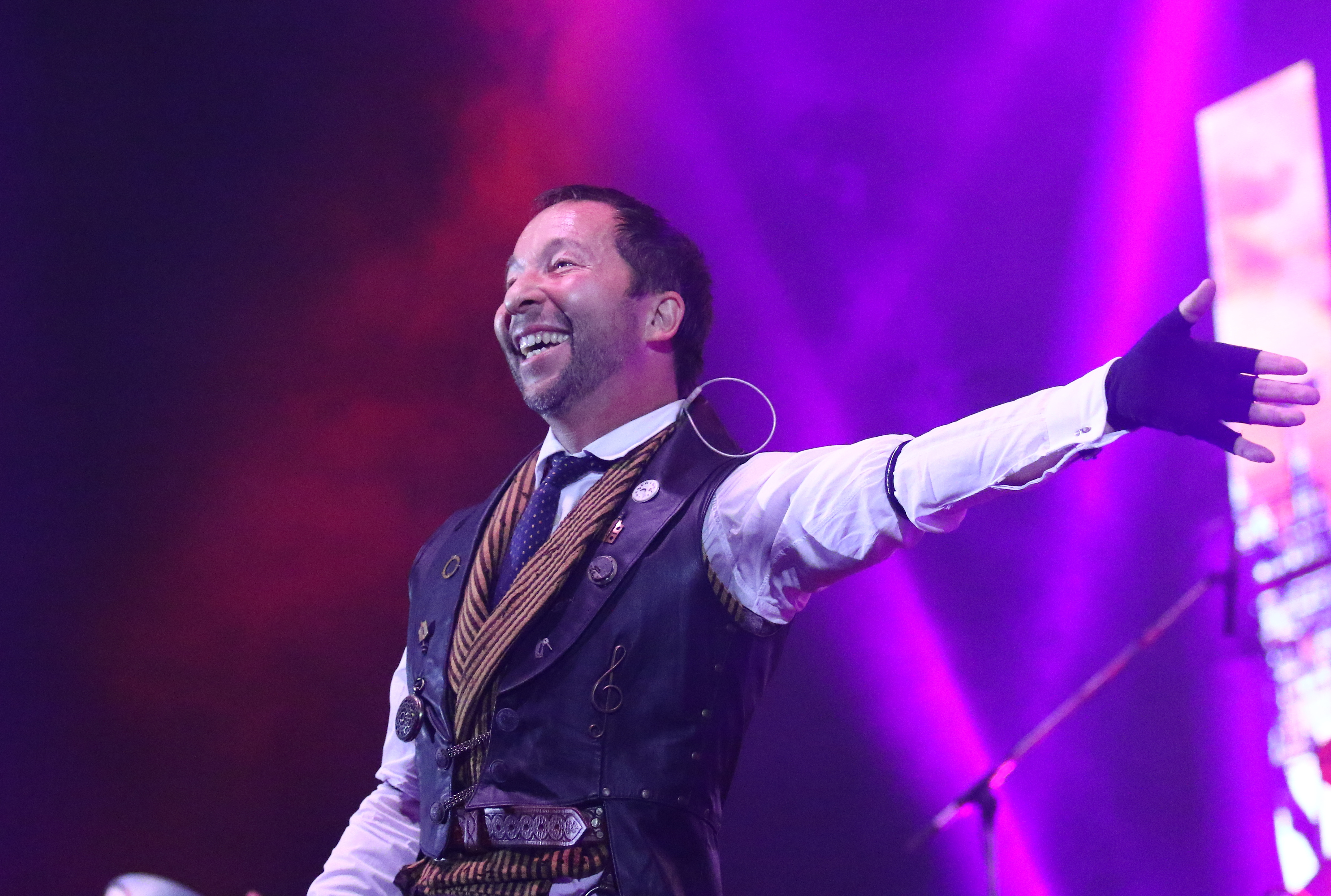
DJ BoBo en Sofia, 2018.

## Discografía

### Álbumes
- Dance With Me (1993)
- There Is A Party (1994)
- Just For You (1995)
- World In Motion (1996)
- Magic (1998)
- The Ultimate Megamix 99 (1999)
- Level 6 (1999)
- Planet Colors (2001)
- Celebration (2002)
- Visions (2003)
- Chihuahua - The Album (2003)
- Live In Concert (2003)
- Pirates Of Dance (2005)
- Greatest Hits (2006)
- Vampires (2007)
- Ole Ole - The Party (2008)
- Fantasy (2009)
- Greatest Hits - Chile Edition (2010)
- Dancing Las Vegas - (2011)
- Reloaded - (2013)
- Circus - (2013)
- Mystorial- (2016)
- Kaleidoluna - (2018)
- Evolution - (2022)

### Videos / DVD
- Das Live Video (1995)
- Live On Stage (1996)
- World In Motion (1997)
- Magic - The Show (1998)
- Mystasia (1999)
- The Videos & Making Of (2000)
- Planet Colors - The Show(2001)
- Celebration - The 10th anniversary show (2002)
- Visions - Live In Concert (2003)
- Pirates Of Dance - The Show (2005)
- Greatest Hits (2006)
- Vampires 2008 - The Show (2008)
- Fantasy - Tour 2010  (2010)
- Dancing Las Vegas - Tour 2012  (2012)
- Circus Tour 2014  (2014)

### Singles
- I Love You (1989)
- Ladies In The House (1991)
- Let's Groove On (1991)
- Somebody Dance With Me (1992)
- Keep On Dancing (1993)
- Take Control (1994)
- Take Control (Remixes) (1994)
- Everybody (1994)
- Let The Dream Come True (1994)
- Let The Dream Come True (Remixes) (1994)
- Love Is All Around (1995)
- There Is A Party (1995)
- Freedom (1995)
- Love Is The Price (1997)
- Pray (1996)
- Respect Yourself (1996)
- It's My Life (1997)
- Shadows Of The Night (1997)
- Where Is Your Love (1998)
- Around The World (1998)
- Celebrate (1998)
- Together (1999)
- Lies (1999)
- What A Feeling (2001; con Irene Cara)
- Hard To Say I'm Sorry (2001)
- Colors Of Life (2001)
- Celebration (2002)
- Chihuahua (2002)
- I Believe (2003)
- Pirates Of Dance (2005)
- Amazing Life (2005)
- Secrets Of Love (2006) (con Sandra)
- Vampires are alive (2007) #3 Suiza
- We Gotta Hold On (2007)
- Because Of You (2007)
- Ole Ole (2008)
- The Sun Will Shine On You (2008)
- Superstar (2010)
- Roll Up (2010)
- Everybody's Gonna Dance (2011)
- La Vida Es (Una Flor) (2012)
- Somebody Dance with Me (Remady 2013 Mix con Manu-L) (2013)
- Take Control (2013) (con Mike Candys)
- Everybody (2013) (con Inna)
- Fiesta Loca (2014) (con 2014)

|-
|}